# Jan Kloos (verzetsstrijder)
Jan Kloos (Dordrecht, 7 mei 1919 - Amsterdam, 30 januari 1945) was een Nederlands verzetsstrijder in de Tweede Wereldoorlog. Zijn verzetsnaam was Willem.

## Biografie
In 1943 studeerde Jan Kloos biologie in Leiden en Utrecht. Doordat hij weigerde de loyaliteitsverklaring te tekenen, moest hij zijn studie afbreken. Als assistent-ornitholoog bij de Plantenziektenkundige Dienst raakte hij betrokken bij het verzet.
In oktober 1944 ging hij werken voor de inlichtingendienst van de binnenlandse strijdkrachten en de illegale inlichtingendienst Groep Albrecht. Als ornitholoog had hij een goede dekmantel om samen met zijn aanstaande vrouw Diet Barendregt gegevens over geschutsopstellingen, troepen- en treinbewegingen te verzamelen.
Diet en Jan Kloos trouwden op 22 november 1944. In de nacht van 8 op 9 december werden zij door de Dordtse politie gearresteerd en op 15 december 1944 wegens spionage ter dood veroordeeld. Jan Kloos werd overgebracht naar het huis van bewaring aan de Weteringschans in Amsterdam en op 30 januari 1945 op Rozenoord aan de Amsteldijk gefusilleerd. Hij ligt begraven op de Eerebegraafplaats Bloemendaal.
Zijn echtgenote was vijf dagen eerder in Utrecht vrijgelaten en pakte haar illegale werk weer op, onder andere als koerierster van de binnenlandse strijdkrachten.